# Limnoscelis
Limnoscelis "pies de pantano"  es un género de diadectomorfos (un grupo de tetrápodos reptiliformes del Pérmico Temprano de Norteamérica). Este género hace parte de un grupo de animales estrechamente relacionados con los amniotos (mamíferos, aves y reptiles). Este pudo ser uno de los géneros basales de los cuales pudieron haberse originado reptiles más avanzados. Limnoscelis media cerca de 1,5 m de longitud, con un esqueleto robusto y un cráneo todavía más largo y fuerte. Tenía un orificio entre los parietales para la glándula pineal.

## Galería

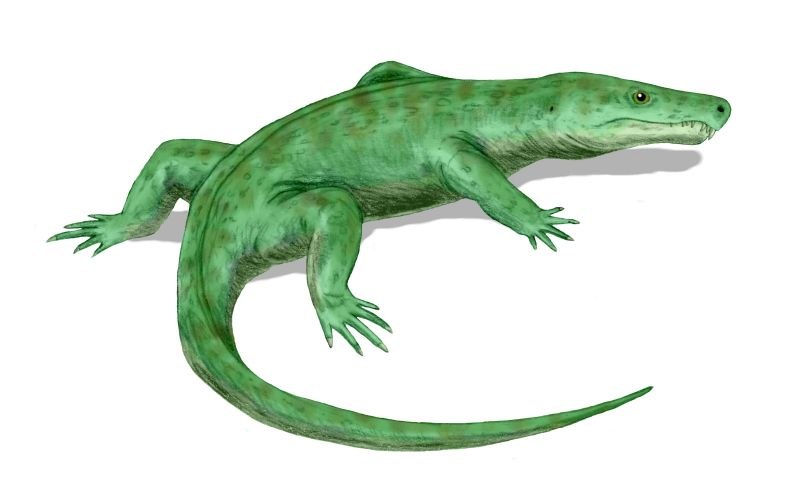
Limnoscelis paludis
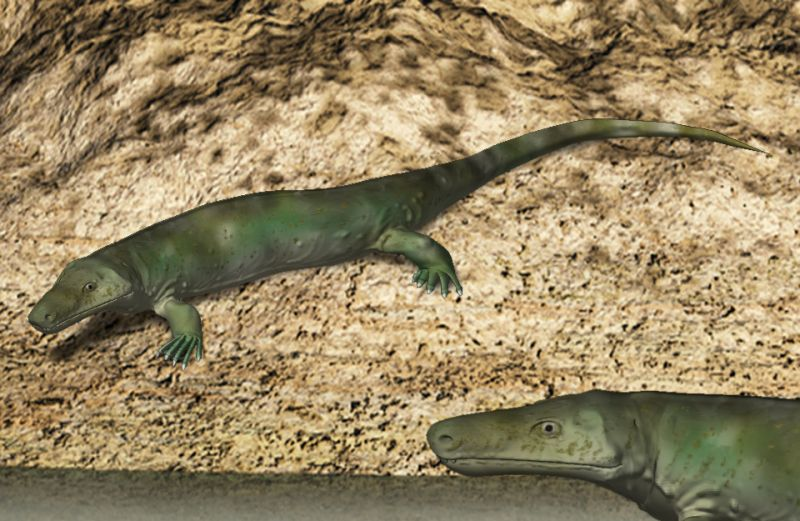
Limnoscelis paludis
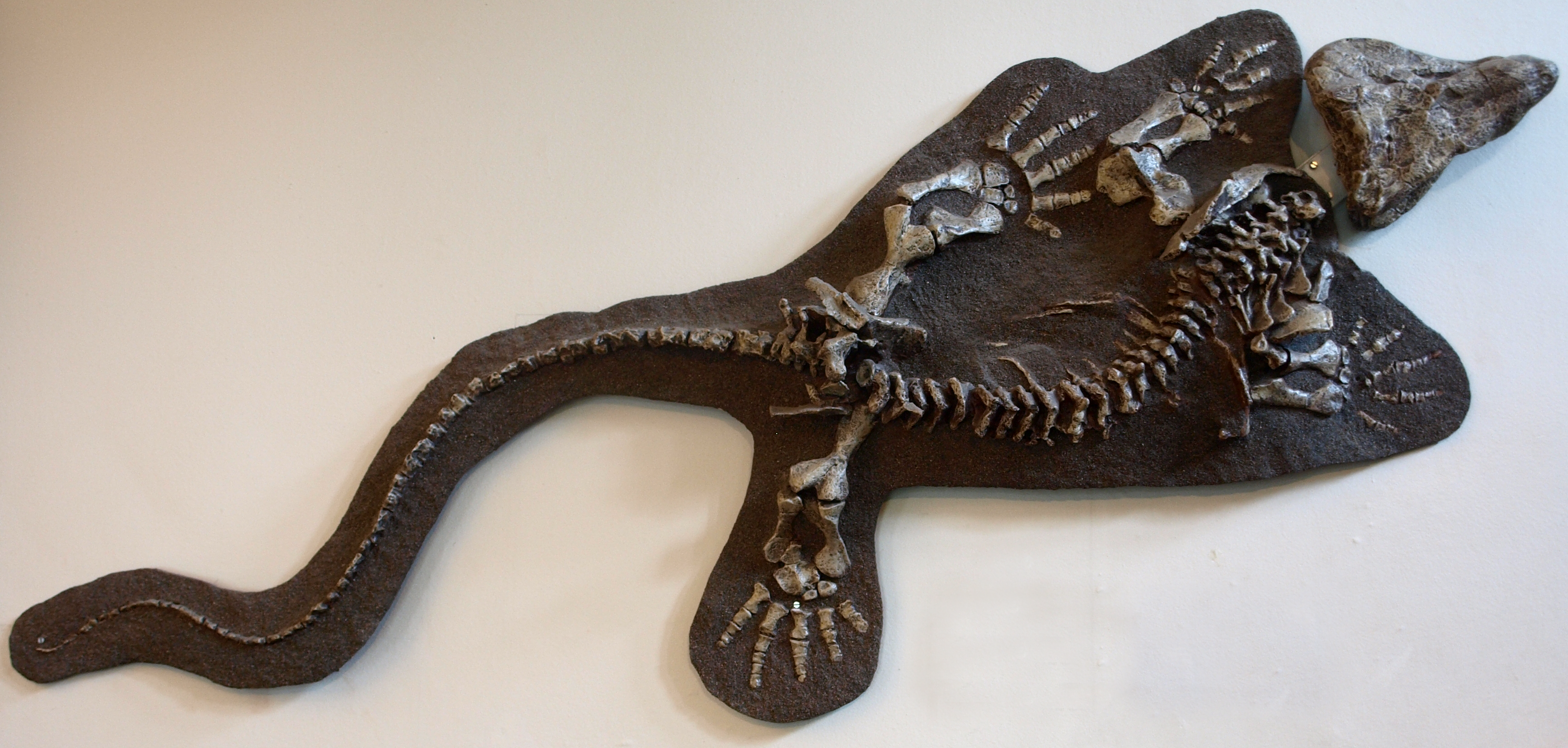
Limnoscelis, en exhibición en el Museo Redpath de Montreal
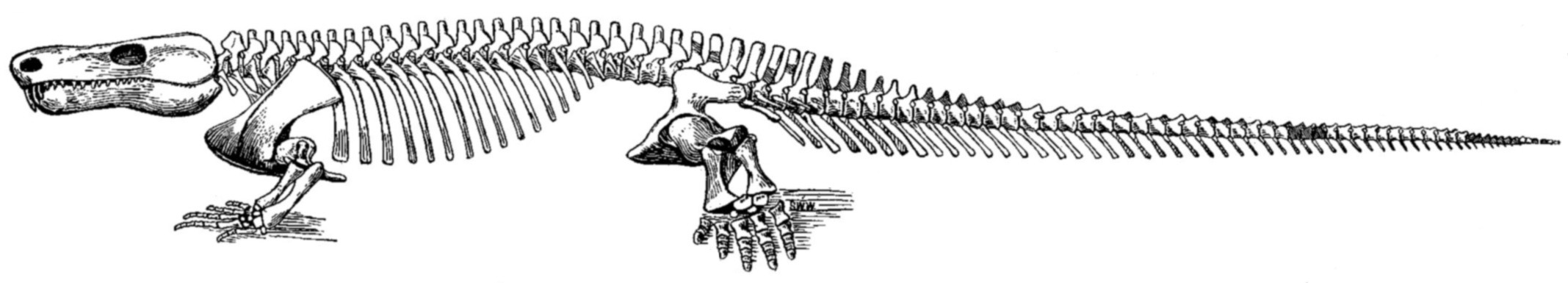
Esqueleto de Limnoscelis.